# فراسيون أطلسي
الفراسيون الأطلسي (باللاتينية: Marrubium atlanticum) نوع نباتي من جنس الفراسيون يتبع الفصيلة الشفوية.

## الموئل والانتشار
موطنها المغرب العربي.